# Aurora García de León
Aurora García de León (Hermosillo, 20 de julio de 1970) es una ingeniera industrial en sistemas con experiencia en la industria de la construcción. En 2018 recibió el Premio Nacional de Vivienda. Fue Vicepresidenta de Vivienda y Desarrollo en CMIC Nacional. En 2022 recibió la Presea al Poderío de las Mujeres Sonorenses por su aporte en el sector empresarial otorgada por el Congreso del Estado de Sonora.

## Trayectoria
Egresada de la carrera de Ingeniería Industrial y de Sistemas por el Instituto Tecnológico de Sonora, cuenta con nivel  AD1 por el IPADE, cursó estudios dentro del Programa Building Blocks of Social Housing y el Programa New Perspectives for Affordable Rental Housing in Mexico en la Universidad de Harvard.
Desde el año de 1994 se involucra en el ramo de la industria de la construcción dentro de la empresa URBI, desempeñándose en el área de comercialización y mercadotecnia, así como gerente de UEN de FOVI plaza Hermosillo.
En 2001 se integra como accionista a la empresa DEREX de la cual es directora general, siendo la segunda mujer que desempeña ese cargo a nivel nacional, la empresa que dirige ha desarrollado más de 21,000 mil viviendas en los estados de Baja California y Sonora.

## Reconocimientos
- Presea al Poderío de las Mujeres Sonorenses (2022)
- Premio Nacional de Vivienda 2018 en la categoría de Interés Social
- Premio a la Mujer empresaria del Año por la CANACINTRA (2018)
- Premio Estatal de Vivienda 2016 por innovación y diseño sostenible del Residencial Bosco
- Mención especial en el Premio Nacional de Vivienda 2014 por el programa de vivienda sostenible en renta con el desarrollo Siena
- Premio “Hombres y Mujeres de la Casa” en (2013)
- Empresaria del Año por la Asociación Mexicana de Mujeres Jefa de Empresa (2007)
- El proyecto residencial Bosco fue utilizado como caso de estudio en la escuela de arquitectura de la Universidad de Harvard.[5][6][7][8]